# Poimenski seznam korpusov
Poimenski seznam korpusov.
Predloga:CompacTOC2

## A
- Avstralski korpus
- Avstralski in novozelandski korpus kopenske vojske
- Avstralski obveščevalni korpus

## B
- Britanski konjeniški korpus

## D
- Delavski korpus
- Desert Mounted Corps

## G
- Gorski korpus Norveška

## H
- Hitroreakcijski korpus Štaba Evropskega zavezniškega poveljstva

## I
- Imperialni kamelji korpus
- Izobraževalni korpus Kraljeve avstralske kopenske vojske

## K
- Kamelji transportni korpus
- Kanadski korpus
- Katerinški korpus Avstralske kopenske vojske
- Kitajski delavski korpus
- Konjeniški korpus (Zvezna vojska ZDA)
- Korpus mornariške pehote Združenih držav Amerike
- Korpus štabnih kadetov (Avstralija)
- Korpus za oskrbo s strelivom Kraljeve avstralske kopenske vojske
- Kraljevi avstralski oklepni korpus
- Kraljevi avstralski komunikacijski korpus
- Kraljevi avstralski pehotni korpus
- Kraljevi avstralski korpus transporta
- Kraljevi avstralski korpus vojaške policije
- Kraljevi avstralski geodetski korpus

## M
- Medicinski korpus Kraljeve avstralske kopenske vojske

## N
- Negovalni korpus Kraljeve avstralske kopenske vojske
- Nemški afriški korpus

## O
- Orkesterni korpus Avstralske kopenske vojske

## P
- Padalski tankovski korpus Hermann Göring
- Plačilni korpus Kraljeve avstalske kopenske vojske
- Pravni korpus Avstralske kopenske vojske
- Psihološki korpus Avstralske kopenske vojske

## S
- Službeni korpus Kraljeve avstralske kopenske vojske

## Š
- Švedski prostovoljni korpus

## T
- Tankovski korpus Feldherrnhalle
- Tankovski korpus Grossdeutschland

## Z
- Zobozdravstveni korpus Kraljeve avstralske kopenske vojske

## Ž
- Ženski korpus Kraljeve avstralske kopenske vojske